# Panthea egua
Panthea egua är en fjärilsart som beskrevs av Dyar 1922. Panthea egua ingår i släktet Panthea och familjen Pantheidae. Inga underarter finns listade i Catalogue of Life.